# Asterope
Asteropê (grek. Αστεροπη) var en okeanidnymf i grekisk mytologi. Hon kom från platsen där staden Akagras senare grundades i Sikelien (nutidens Sicilien, södra Italien) och var dotter till titanerna Okeanos och Tethys.
Hon blev förförd av guden Zeus och födde honom sonen Akagras, grundaren till staden med samma namn. 